# Opéra azerbaïdjanais
L'opéra azerbaïdjanais est l'histoire de l'émergence et du développement de l'art de l'opéra azerbaïdjanais. Les opéras de compositeurs d'origine azerbaïdjanaise écrits ou mis en scène en dehors de l'Azerbaïdjan appartiennent également à cette catégorie, ainsi que les opéras de compositeurs étrangers écrits ou destinés à la scène azerbaïdjanaise.

## Genèse

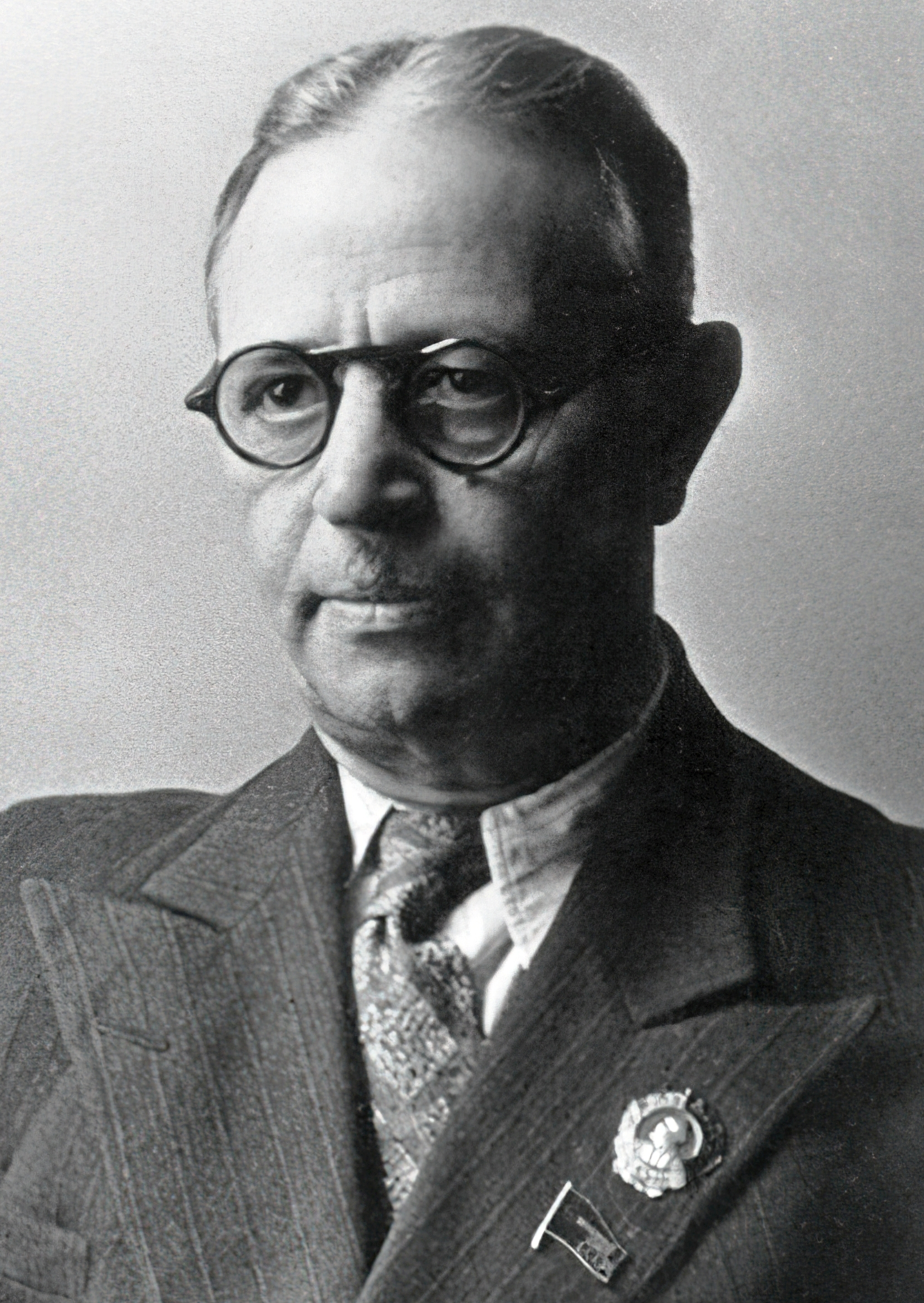
Uzeyir Hadjibeyli

La fondation de l'art de l'opéra azerbaïdjanais est posée le 12 janvier 1908 par l'opéra d'Uzeyir Hadjibeyli Leyli et Madjnun, selon certains auteurs, le premier opéra du monde musulman (mis en scène au Théâtre Taghiyev)[réf. nécessaire]. Des opéras et des opérettes tels que Cheikh Sanan (1909), Er-Arvad (1909), Rustam et Zohrab (1910) (1911, opérette), Farhad et Chirin (1911) étaient basés sur les œuvres d'Uzeyir Hadjibeyov.

## Construction
Le théâtre[Lequel ?] est construit par l'ingénieur civil Nikolai Baev en 1910. Le 18 octobre 1918, le gouvernement de la République démocratique d'Azerbaïdjan (ADR) décide de transformer officiellement ce bâtiment en théâtre d'État. La première du premier opéra d'un compositeur azerbaïdjanais a lieu trois ans plus tôt, en 1908.

## Opéras
L'opéra Leyli et Majnun (1908) d'Uzeyir Hadjibeyli est la première création lyrique non seulement en Azerbaïdjan, mais dans tout le monde islamique[réf. nécessaire]. Elle est suivie par les opéras Cheikh Sanan (1909), Rustam et Zohrab (1910), Chah Abbas et Khurchud Banu (1911), Asli et Kerem (1912) et Harun et Leyla (1915), écrits mais jamais mis en scène. La comédie musicale Arshin Mal Alan, écrite en 1913, est l'opérette la plus populaire du compositeur Uzeyir Hadjibeyov.
En 1921, Uzeyir Hadjibeyov devient membre du Conseil pour le développement des théâtres azerbaïdjanais et l'amélioration de l'art théâtral d'Azerbaïdjan. En 1925, U.Hadjibeyov réunit des troupes d'opéra russes et azerbaïdjanaises en une seule troupe et crée une troupe dans l'actuel théâtre d'opéra et de ballet d'Azerbaïdjan. En 1932, Hadjibeyov écrit l'opéra Keroghlu, qui est considéré comme la marque de fabrique de l'art lyrique azerbaïdjanais[réf. nécessaire]. Keroghlu est mis en scène pour la première fois en 1937.
En 1935, Muslim Magomayev (compositeur) (compositeur) crée l'opéra Narguiz, et Reinhold Gliere crée Chahsenem. Le succès de ces opéras inspire d'autres compositeurs à créer de nouveaux opéras. Dans les années 1940, des opéras tels que Khosrov et Chirin (Niyazi), "Veten" (Djovdat Hadjiyev et Kara Karayev), Nizami (Afrasiyab Badalbeyli) et bien d'autres sont écrits. La première de l'opéra Séville du compositeur Fikret Amirov a lieu en 1953, cet opéra est remis en scène en 1998.
En 1972, Chafiga Akhundova devient la première femme compositrice en Azerbaïdjan et la première femme du monde islamique à écrire un opéra[réf. nécessaire]. Opéras créés par divers compositeurs azerbaïdjanais, tels que Chafiga Akhundova (Roche de la mariée), Suleyman Aleskerov (Bahadur et Sona, Fleurs fanées), Djahanguir Djahanguirov (La vie d'un compositeur, Azad) , Vasif Adiguezalov ("Un mort"), Mammad Guliyev ("Étoiles trompées") et influencent l'histoire moderne de l'opéra azerbaïdjanais. Des ballets de compositeurs classiques étrangers et russes ont également été mis en scène sur la scène du Théâtre d'opéra et de ballet d'Azerbaïdjan.
Les chanteurs d'opéra tels que Bulbul, Cheuvkat Mammadova, Fatma Mukhtarova, Huseyngulu Sarabsky, Haguigat Rzayeva, Rachid Behbudov ou encore Muslim Magomayevet, deviennent mondialement connus.